# بردگوری نصیرآباد ۲
بردگوری نصیرآباد ۲ مربوط به دوره اشکانیان - دوره ساسانیان است و در شهرستان کوهرنگ، بخش مرکزی، دهستان شوراب تنگزی، شرق روستای نصیرآباد واقع شده و این اثر در تاریخ ۱۲ شهریور ۱۳۸۶ با شمارهٔ ثبت ۱۹۵۰۸ به‌عنوان یکی از آثار ملی ایران به ثبت رسیده است.